# West Worldham
West Worldham är en by i civil parish Worldham, i distriktet East Hampshire, i grevskapet Hampshire i England. Byn är belägen 3 km från Alton. West Worldham var en civil parish fram till 1932 när blev den en del av Worldham. Civil parish hade 74 invånare år 1931.